# Tasbīh
Der Tasbīh (arabisch تسبيح, DMG tasbīḥ) ist im Islam der Lobpreis von Gottes absoluter Erhabenheit und Perfektion durch die Formel subḥāna ’llāh  (سبحان الله). Sie wird im Dhikr als spirituelle Übung meist mehrfach wiederholt, wobei häufig eine Misbaha verwendet wird.

## Bedeutung
Das Wort سبحان / subḥāna ist abgeleitet von der Wurzel سبح / sabaḥa, was soviel bedeutet wie „loben, preisen“ oder „rühmen“.

## Im Koran
Die Betrachtung der Phrase im Kontext der Verse des Quran bietet einen tieferen Einblick in seine Bedeutung. Beispielsweise kommt sie zum Ende des Verses 23 der Sure 59 (al-Haschr) vor, in etwa mit „[…] erhaben ist Gott über dem, das sie mit ihm (an anderen Gottheiten) assoziieren“ übersetzt werden kann. In einer ähnlichen Funktion tritt sie in Vers 159 der Sure 37 (as-Saffat) auf, wo sie so viel wie „Erhaben ist Gott von dem, mit welchem sie ihm (an Unwahrheiten) zuschreiben“ bedeutet. In Vers 116 der Sure 2 (al-Baqara) heißt es „Sie sagen: 'Gott hat einen Sohn genommen.' Gott ist über dem. Eher gehört ihm das, was in den Himmeln und der Erde ist […]“

## Verwendung
Tasbih ist eine Form des Dhikr, die auch in den alltäglichen Sprachgebrauch eines Muslims einfließt. Oft wird Subhan-Allah als Ausdruck des eigenen Erstaunens verwendet, um in jeder noch so frappanten Situation an die Überlegenheit des Schöpfers zu erinnern.

## „Gebetskette“
Der Begriff findet in einigen Ländern, wenngleich eher selten, Verwendung für „Gebetsketten“ ähnlich einem Rosenkranz, also an einer Schur aufgereihten Kugeln – meist aus Kunststoff, Holz oder Perlmutt die zum Abzählen der absolvierten Einheiten des dhikr verwendet werden. In Ägypten wird diese oft als sibḥa bezeichnet, in Südostasien als tasbīḥ oder im (osmanischen) Türkisch als tesbīḥ. Manche Muslime sehen diese „Gebetsketten“ als Neuerung (siehe Bidʿa) an und lehnen diese ab.